# Saison 1 de Wolfblood
Chronologie
Saison 2
La première saison de Wolfblood : Le Secret des loups a été diffusée à partir du 10 septembre 2012 sur CBBC

## Distribution

### Acteurs principaux
- Aimee Kelly (VF : Claire Tefnin) : Maddy Smith
- Bobby Lockwood (VF : Antonio Lo Presti) : Rhydian Morris
- Louisa Connolly-Burnham (VF : Cathy Boquet) : Shannon Kelly
- Kedar Williams-Stirling (VF : Grégory Praet) : Thomas « Tom » Okana

## Épisodes

### Épisode 1:Un loup solitaire
- Royaume-Uni : 10 septembre 2012 sur CBBC
- France,  Suisse,  Belgique : 8 octobre 2013 sur Disney Channel

### Épisode 2:Quand on parle du loup…
- Royaume-Uni : 11 septembre 2012 sur CBBC
- France,  Suisse,  Belgique : date inconnue sur Disney Channel

### Épisode 3:Les Liens qui nous unissent
- Royaume-Uni : 17 septembre 2012 sur CBBC

### Épisode 4:Première Métamorphose
- Royaume-Uni : 18 septembre 2012 sur CBBC

### Épisode 5:L'Explication la plus simple
- Royaume-Uni : 24 septembre 2012 sur CBBC

### Épisode 6:Le loup sort ses griffes
- Royaume-Uni : 25 septembre 2012 sur CBBC

### Épisode 7:Nuit sans Lune
- Royaume-Uni : 1er octobre 2012 sur CBBC

### Épisode 8:La Soirée pyjama
- Royaume-Uni : 2 octobre 2012 sur CBBC

### Épisode 9:Le Lycanthrope
- Royaume-Uni : 8 octobre 2012 sur CBBC

### Épisode 10:L'Appel de la forêt
- Royaume-Uni : 9 octobre 2012 sur CBBC

### Épisode 11:Le Pouvoir d'Eolas
- Royaume-Uni : 10 octobre 2012 sur CBBC

### Épisode 12:En cage
- Royaume-Uni : 11 octobre 2012 sur CBBC

### Épisode 13:Le Secret révélé
- Royaume-Uni : 12 octobre 2012 sur CBBC